# 조코 위도도
조코 위도도(인도네시아어: Joko Widodo, 문화어: 조꼬 위도도, 1961년 6월 21일~)는 조코위(인도네시아어: Jokowi)라는 별명으로 알려진 인도네시아의 정치인이다. 수라카르타 시장, 자카르타의 주지사 등을 지냈으며 2014년부터 2024년까지 대통령으로 재임하였다. 인도네시아 최초의 직선제 정권 교체를 이룬 인물로, 군 경력이 없는 최초의 민간인 출신 대통령이기도 하다.
2005년부터 2012년까지 수라카르타의 시장을 지냈으며, 2012년 자카르타의 주지사로 당선되어 2014년까지 재직하였다. 자카르타 주지사를 지내며 높은 인기를 얻었으며, 2014 선거에 민주항쟁당 후보로 출마, 53.15%를 득표해 46.85%를 득표한 위대한 인도네시아 운동당의 프라보워 수비안토를 누르고 당선되었다. 2014년 10월 20일에 대통령 취임과 함께 업무 수행을 시작했으며 2019년 10월 20일에 대통령의 재취임과 부통령인 마루프 아민의 임명으로 러닝메이트으로 임명해 함께 두 번째 임무 수행을 시작하였다.

## 약력

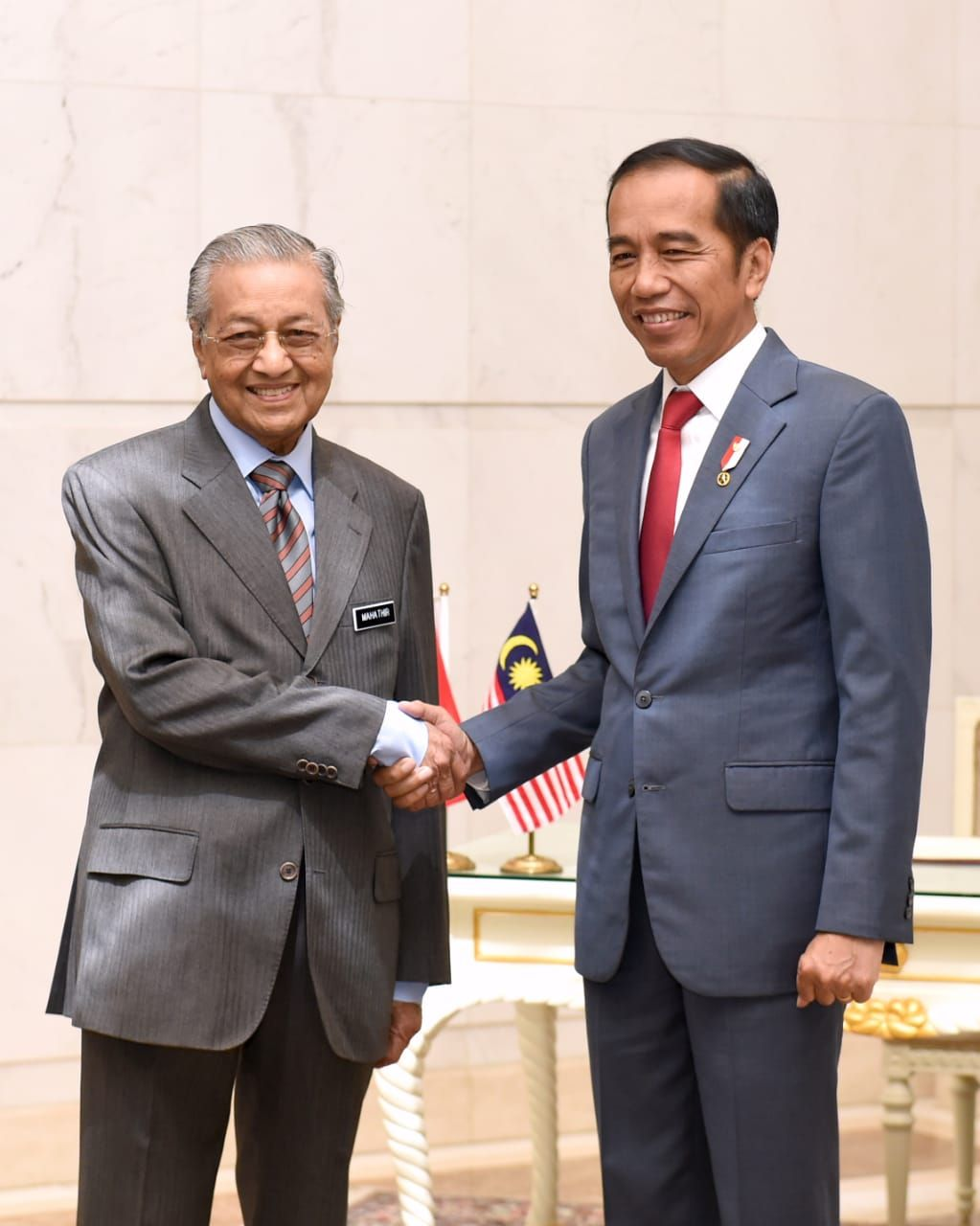
말레이시아의 총리 마하티르 빈 모하맛과 조코 위도도 대통령 (2019년 8월 9일)

수라카르타에서 목수의 아들로 태어났으며, 가구 회사를 경영하다 2005년 수라카르타 시장 선거에서 야당 민주항쟁당 후보로 당선되어 정계에 입문했다. 시장 시절 지역 기업 육성 정책을 펴 성공을 거두었으며, 2010년 압도적으로 재선하였다. 2012년 자카르타 주지사 선거에서 당선되었으며, 검소하고 청렴한 이미지 등으로 단숨에 차기 대권주자로 부상했다.
그는 2013년 차기 대선 출마를 선언했으며, 이어 메가와티 수카르노푸트리 총재를 대신해 민주항쟁당의 대통령 후보로 선출되었다. 그의 출마로 이른바 '조코위 신드롬'을 일으켰으며, 민주항쟁당 자체 선거 결과 다른 후보를 제치고 1위를 기록했다.
하지만 문제는 2014년 총선에서 민주항쟁당이 당초 기대했던 30%보다 못한 18.95%만을 득표했다는 것이다. 참고로 인도네시아는 여러 정당이 난립하고 있는데, 인도네시아 선거법에 의하면 총선 득표율 25% 이상 또는 국회 내 20% 이상의 의석을 차지한 정당만 대통령 후보를 낼 수 있다. 따라서 민주항쟁당은 곧바로 민주국민당과 국민계몽당의 지지를 얻었으며, 이어 인민양심당과 통일정의당의 추가 지지를 얻어 그 조건을 충족시켰다.
애초 노동당(골카르)이 추가로 그를 지지했으나, 지도부가 이를 인정하지 않고 상대당인 위대한 인도네시아 운동당(거린드라)의 프라보워 수비안토 후보를 지지하였다. 이에 조코위가 노동당의 유수프 칼라 전 부통령을 러닝메이트로 지명하여 노동당의 표가 갈라지게 되었다.
이후 거린드라가 더 강력한 연합과 조직력을 구성하는가 하면, 인터넷에선 그가 중국계 싱가포르인의 후손이고 기독교 신자라는 흑색선전물이 퍼져 위기를 맞이하기도 했다. 하지만 이러한 위기 속에서도 대선 결과 53.15%를 얻어 대통령에 당선되었다. 그리고 조코위의 당선으로 인도네시아는 역사상 최초의 직선제 정권 교체를 이루게 되었다.
2014년 10월 20일 인도네시아의 제7대 대통령으로 취임했으며, 이에 따라 그는 군 경력이 전혀 없는 최초의 민간인 대통령이자, 엘리트/기성세대 출신이 아닌 최초의 문민 정부를 이끄는 대통령으로 기록되었다.
수하르토 정권 하의 사건에 대해서 국가 권력에 의한 '대규모 인권침해'라고 인정하며 "매우 유감스럽게 생각한다"라고 밝혔다.

## 역대 선거 결과
| 선거명      | 직책명              | 대수 | 정당       | 득표율 | 득표수       | 결과 | 당락                 |
| ----------- | ------------------- | ---- | ---------- | ------ | ------------ | ---- | -------------------- |
| 2005년 선거 | 수라카르타 시장     | 15대 | 민주항쟁당 | 36.62% | 99,747표     | 1위  | 수라카르타 시장 당선 |
| 2010년 선거 | 수라카르타 시장     | 15대 | 민주항쟁당 | 90.09% | 248,243표    | 1위  | 수라카르타 시장 당선 |
| 2012년 선거 | 자카르타 주지사     | 14대 | 민주항쟁당 | 53.82% | 2,472,130표  | 1위  | 자카르타 주지사 당선 |
| 2014년 선거 | 인도네시아의 대통령 | 7대  | 민주항쟁당 | 53.15% | 70,997,833표 | 1위  |                      |
| 2019년 선거 | 인도네시아의 대통령 | 7대  | 민주항쟁당 | 55.50% | 85,607,362표 | 1위  |                      |